# Fútbol Club Ciego de Ávila
Maillots
Actualités
Dernière mise à jour : 31 décembre 2019.
Le Fútbol Club Ciego de Ávila est un club de football cubain basé à Morón, qui joue actuellement en première division cubaine.

## Palmarès
- Championnat de Cuba (5) :
  - Champion en 1993, 2001-02, 2003, 2009-10 et 2014.
  - Vice-champion en 1991-92, 1995, 2018 et 2019-20 (Ape.).

## Joueurs

### Principaux joueurs (tous les temps)
- Lester Moré
- Alain Cervantes
- Sander Fernández
- Reysander Fernández
- Tobio Mora

## Entraîneurs
- Modesto Broche[2] (1997)
- Raúl González Triana (2001-2002)
- Raúl González Triana[3] (2009-2010)
- Raúl Herrera Marrero[4],[5],[6] (2011-2012)
- Jorge Jorrín Sánchez[7] (2013)
- Rolando Daniel Ayllón Rodríguez[8],[9] (2014-2015)
- Maykel Rodríguez Lamadrid[10] (2016)
- José Yulier Herranz Valdés (2017-2019)
- Lorenzo Mambrini[11] (2019-2020)